# Truchaniv ostriv (stanice metra v Kyjevě)
Truchaniv ostriv (ukrajinsky Труханів острів) bude stanice kyjevského metra na Podilsko-Vyhurivské lince. Stanice se bude nacházet na Podilském mostě, nad Babím jezerem na Truchanivském ostrově.

## Charakteristika
Stanice je nadzemní, kdy pilíře rozdělují nástupní hranu od střední lodě stanice. Stanice bude obsahovat pouze jeden vestibul, který se nachází 8,5m pod stanicí metra a bude ústit do ulice Truchanivské. Vestibul bude propojen eskalátory. 
Kolejová zeď stanice bude z skleněných panelů, které tak uzavřou stanici a ochrání pasažéry před povětrnostními podmínkami.
V roce 2020 se začal stavět první úsek mezi stanicemi Hlybočycka a Rajdužna. Stanice má postavené nástupiště a pilíře.